# صورت خندان (فیلم)
صورت خندان (انگلیسی: Smiley Face) فیلمی آمریکایی است که در سال ۲۰۰۷ منتشر شد.

## بازیگران
- آنا فاریس
- دنی مسترسون
- آدام برودی
- جان کرازینسکی
- جیما مایز
- ماریون روس
- مایکل هیچکاک
- جین لینچ
- دنی ترخو
- جان چو